# Захарова, Галина Николаевна
Галина Николаевна Захарова (23 марта 1919, Минск — 23 июня 1994, Москва) — советский кинооператор документального кино, фронтовой оператор.

## Биография
Родилась в 1919 году в Минске в семье учителей.
В 1940 году поступила на операторский факультет ВГИКа весной 1941 г., в мае поехала на преддипломную практику в Ленинград, где её и застала Великая Отечественная война, в 1941—1942 годах будучи студенткой 2 курса ВГИКа, снимала в блокадном Ленинграде эпизоды для фильма «Ленинград в борьбе», награждена медалью «За оборону Ленинграда» (1942), с ноября 1942 — фронтовой оператор киногруппы Ленинградского фронта.
В 1944 году по возвращении во ВГИК защитила диплом на «отлично» и до 1980 года работала кинооператором Центральной студии документальных фильмов (ЦСДФ).
Как кинооператор участвовала в съёмках документальных фильмов, кинохроники, снимала сюжеты для киножурналов «Новости дня», «Пионерия».
Умерла в 1994 году в Москве, похоронена на Преображенском кладбище.

## Семья
- Муж — Андриканис Евгений Николаевич (1909—1993) — оператор, сценарист, кинорежиссёр. Народный артист РСФСР.
- Дочь — Екатерина Андриканис — режиссёр-документалист.

## Фильмография
- 1942 — Ленинград в борьбе
- 1943 — Народные мстители
- 1944 — Возрождение Сталинграда
- 1945 — В День Победы
- 1953 — Великое прощание
- 1961 — Первый рейс к звёздам
- 1966 — Мстислав Ростропович
- 1970 — Композитор Родион Щедрин
- 1974 — Наш Пушкин